# 本坡淖日
本坡淖日，是位于中国内蒙古自治区呼伦贝尔市新巴尔虎左旗嵯岗牧场南部的一个湖泊。其位置约在东经118°03′，北纬49°29′。，面积达1平方公里。该湖的沉积物主要为石盐和天然碱。本坡淖日在蒙古语中的意思是土包旁的泡子。